# オイシイのが好き!
『オイシイのが好き!』（オイシイのがすき!）は、1996年4月14日から2003年3月30日までテレビ愛知で放送されたグルメ情報番組。
この項目では、2003年4月6日から2004年3月28日まで同局で放送された後継番組『オイシイ!とこドリ』についても触れる。

## 概要

### オイシイのが好き!
毎回東海3県各地の飲食店や自家製造フード販売店を紹介していた番組で、リポーターがその店のメニューや販売品を直に堪能しながら視聴者に紹介していた。グルメ情報のほか、取材店周辺地域のタウン情報も併せて紹介していた。回によっては、リポーター同士が肉料理で対決する企画や、視聴者から寄せられたアイデアを基にオリジナル中華まんを開発する企画を行うこともあった。
途中、『オイシイのが好き!傑作選』（オイシイのがすき けっさくせん）と題して再放送されていた時期もある。

### オイシイ!とこドリ
上記『オイシイのが好き!』に替わって放送された後継番組。前番組と同様にグルメリポートを主軸に据えていたが、この番組ではスタジオ内での収録パートが新たに追加された。また、一般からの収録参加希望者を広く募り、番組の収録に参加させていた点が前番組とは大きく異なっていた。
しかし、前番組が7年間にわたって放送されていたのに対し、この番組は放送開始から1年で打ち切られた。また、前番組のように再放送されることも無かった。8年間の歴史に幕。

## 放送時間
いずれも日本標準時。

### オイシイのが好き!
- 日曜 13:00 - 13:30 （1996年4月 - 1999年9月）
- 日曜 11:30 - 12:00 （1999年10月 - 2003年3月）

### オイシイのが好き!傑作選
- 土曜 09:00 - 09:30 （1997年10月 - 2000年3月）

### オイシイ!とこドリ
- 日曜 11:20 - 12:00 （2003年4月 - 2004年3月）

## 出演者

### オイシイのが好き!
- 加藤麻里
- 小島一宏（フリーアナウンサー）
- 小山真理（当時テレビ愛知アナウンサー）
- 星野有美
- 山田麻琴
- 戸井康成
- 高原靖典 - ウェイバックマシン（2005年3月25日アーカイブ分）
- 佐咲亜依
- 多田木亮佑
- 高瀬桃子
- 福田知鶴
- 日比野正裕
- 鈴木林蔵
- 橘和花

### オイシイ!とこドリ
- 多田木亮佑
- 福田知鶴
- 鈴木林蔵
- ボビー
- 川崎郁美
- 高木大介（テレビ愛知アナウンサー）
- 中山美香（当時テレビ愛知アナウンサー）